# Sumur (Cluwak)
Sumur is een bestuurslaag in het regentschap Pati van de provincie Midden-Java, Indonesië. Sumur telt 3573 inwoners (volkstelling 2010).